# 森山茂樹
森山 茂樹（もりやま しげき）は、青森放送の元アナウンサー。

## 経歴
青森県出身。1973年に青森放送入社（放送部の同期は綱川和夫、三浦明子）。放送部アナウンサー、東京支社ラジオ営業部長、同支社業務部長、同支社業務部シニアアドバイザーを歴任。

## アナウンサー時代の担当番組
テレビ
- RABニュースレーダー（1987年10月 - 1995年3月）

ラジオ
- ヤングスタジオD（1977年）
- ラジオ落書帖（1983年）